# Лоський Микола Онуфрійович
Микола Онуфрійович Лоський (6 грудня 1870, Креславка, Дінабургський повіт, Вітебська губернія, Російська імперія — 24 січня 1965, Париж, Франція) — російський філософ, один з засновників напрямку інтуїтивізму у філософії. Основний напрямок досліджень — релігійна філософія.

## Життєпис
Народився у містечку Креславка Вітебської губернії (нині Краслава в Латвії). Батько обрусівший поляк, Онуфрій Лоський, був православним, мати-полька, Аделаїда Пржиленцька — католичкою.

## Праці
- Лосський, Микола. Обґрунтування інтуїтивізму [Текст] ; Світ як органічне ціле / Лосський, Микола ; пер. з рос. В. Петрушова . — Харків : Савчук О. О., 2016. — 338, [1] с. : іл., портр. ; 21 см. — (Філософська класика в українському перекладі ; вип. 4).